# أم عشب
 أم عشب البارقية وقال الهمداني اسمها البيضا ولقبها أم الغيث. وهي امرأة من بارق الازد جدَّة عربية قديمة، ام قبيلة وادعة تزوجها وادعة بن عمرو بن عامر بن ناشج، وولدت له: عبدود بن وادعة و ناشج بن وادعة. ومنهما تفرقت بطون همدان. كان وادعة ينسبون انفسهم إلى قوم امهم ام عشب الازد لشرف نسبهم وقولهم مشهور:
| أم عشب | نحن من الأزد من ولد عمرو بن عامر ماء السماء | أم عشب |

## النسب
أم عشب ابنة عدي بن ثعلبة بن كنانة البارقي بن بارق بن عدي بن حارثة بن عمرو مزيقياء بن عامر ماء السماء بن حارثة الغطريف بن امريء القيس بن ثعلبة بن مازن بن الأزد.